# Гуза (бира)
Гузата (понякога наричана Гуса) (на нидерландски – хуузъ) е вид бира, получена от смесването на бири Ламбик. Млади бири Ламбик (от 6 до 12 месечни) и стари (до 3 годишни) се смесват и бирата преминава през втора ферментация.
Макар че Ламбикът рядко се продава в бутилки, имената на двете бири понякога се използват взаимозаменяемо.

## Пивовари и монтажисти

### Пивоварни на Брюксел, на Пайотенланд и на долината на долината на река Сена
- Пивоварна Бел Вю, Зуун (Леу-Сент-Пиер, на нидерландски Синт-Пийтърс-Леу) (принадлежи към групата на АБ ИнБев)
- Пивоварна Буун, Лембек (на холандски Лембеек) (принадлежи на Пивоварни Палм и е член на HORAL)
- Пивоварна Кандийон, Брюксел (Андерлехт)
- Пивоварна Де Трох, Уамбеек (член на HORAL)
- Пивоварна Дри (3) Фонтейнен, Берсел (член на HORAL)
- Пивоварна Хирардин, Шапел-Сейнт-Улрик (на холандски Синт-Улрикс-Капел) (член на HORAL)
- Пивоварна Ламбийк Фабрийк, Руйсбруук
- Пивоварна Линдеманс, Влезенбеек (член на HORAL)
- Пивоварна Мор Субит, Кобегем (на холандски Кобехем) (принадлежи към групата на Хайнекен SA и член на HORAL)
- Пивоварна Тимерманс, Итербеек (принадлежи към групата на Джон Мартин и член на HORAL)

### Смесвачи
- Гузария Де Кам, Хоойк (член на HORAL)
- Гузария Хансенс, Турнап (на холандски Дуорп) (член на HORAL)
- Оуд Берсел, Берсел (член на HORAL)
- Гузария Тилкин, Биерхес (член на HORAL)

### Пивоварни в Западна Фландрия
- Пивоварна Омер Вандер Хинсте, Белегем
- Пивоварна Ван Хонсеброук, Инхелмунстер